# Гепатокін
Гепатокіни (грец. heapto- — печінка; та -kinos — рух) — це білки, що виробляються клітинами печінки (гепатоцитами), які виділяються в кровообіг і функціонують як гормони в усьому організмі. Дослідження здебільшого зосереджені на гепатокінах, які відіграють певну роль у регуляції метаболічних захворювань, таких як діабет та жирова дистрофія печінки, і включають: адропін, ANGPTL4, фетуїн-A, фетуїн-B, FGF-21, гепассоцин, LECT2, RBP4, селенопротеїн P, глобулін, що зв'язує статеві гормони.

## Функція
Гепатокіни — це гормоноподібні білки, що секретуються гепатоцитами, і багато з них пов'язані з позапечінковою метаболічною регуляцією. Через такі процеси, як аутокринна, паракринна та ендокринна сигналізація, гепатокіни можуть впливати на метаболічні процеси. Було заявлено, що «гепатоцити секретують понад 560 типів гепатокінів, багато з яких регулюють метаболічні та запальні захворювання в печінці або у віддалених органах шляхом кровообігу». Гепатоцити можуть секретувати в кров численні гепатокіни. Зокрема, ці гепатокіни, подібні до гормонів гіпоталамуса та інсуліну, структурно є поліпептидами та білками, і транскрибуються та експресуються специфічними генами.
Печінка може виділяти гепатокіни для впливу на енергетичний гомеостаз та запалення під тиском на метаболізм, таким як тривале голодування або переїдання. Якщо печінка не в змозі виконати цей процес, розвивається відповідне захворювання, таке як жирова хвороба печінки, внаслідок «порушення вироблення печінкою інсулін-сенсибілізуючої речовини». Гепатокіни сигналізують про енергетичний статус і допомагають регулювати доступність поживних речовин до багатьох периферичних тканин і центральної нервової системи (ЦНС). Описано, що гепатокіни беруть участь у регуляції енергетичного та поживного обміну, діючи безпосередньо на печінку або на віддалені тканини-мішені. Ці білки регулюють обмін глюкози та ліпідів у печінці, а також у скелетних м'язах або жировій тканині. Зараз зрозуміло, що один сеанс фізичних вправ супроводжується виробленням білків, що секретуються печінкою. Гепатокіни також можуть опосередковувати корисний вплив хронічних фізичних вправ або принаймні являти собою біомаркери метаболічних покращень, викликаних тренуваннями. Гепатокіни безпосередньо впливають на прогресування атеросклерозу, модулюючи ендотеліальну дисфункцію та інфільтрацію запальних клітин у стінки судин.

## Типи
- Фетуїн-А був першим описаним гепатокіном, який пов'язали зі збільшенням запалення та інсулінорезистентності.[5]
- Фетуїн-B значно посилює стеатоз печінки та опосередковує порушення дії інсуліну та непереносимість глюкози.[6]
- ANGPTL8 /бетатрофін, спочатку запропонований через його дію на проліферацію бета-клітин, хоча цей ефект нещодавно був поставлений під сумнів.[5]
- FGF-21 — інсулінсенсибілізуючий гормон, який є привабливою мішенню для лікарських засобів завдяки своїй корисній метаболічній дії.[5]
- Адропін пов'язаний зі споживанням макронутрієнтів та естрогену.[7][8]
- ANGPTL4 може інгібувати ліпопротеїнліпазу та активувати цАМФ-стимульований ліполіз в адипоцитах.[9]

## Клінічне значення
Гепатокіни можуть служити біомаркерами та є потенційними терапевтичними мішенями для лікування метаболічних захворювань. Печінка, шляхом виділення гепатокінів, регулює метаболізм усього організму у відповідь на сигнали стресу.
Секретовані у відповідь на фізичні вправи гепатокіни викликають сприятливі метаболічні зміни в жировій тканині, кровоносних судинах та скелетних м'язах, що може зменшити ризик метаболічних захворювань.
Хоча в розумінні контролю над продукцією гепатокінів під час захворювання досягнуто значного прогресу, ще багато чого належить відкрити. Наприклад, «мало що відомо про індуктивний механізм транскрипційного репрограмування, трансляції білків, модифікації та секреції гепатокінів, зокрема через ендоплазматичний ретикулум та апарат Гольджі тощо». Ідентифікація та функціональна характеристика гепатокінів можуть дати важливе уявлення, яке допоможе краще зрозуміти патогенез метаболічного синдрому.

### Неалкогольна жирова хвороба печінки
Гепатокіни, які іноді називають "цитокінами, що походять з гепатоцитів, пов'язані з неалкогольною жировою хворобою печінки. «Зростаюча кількість доказів свідчить про те, що секреторні профілі гепатокінів значно змінюються при неалкогольній жировій хворобі печінки (НАЖХП), найпоширенішому печінковому прояві, який часто передує іншим метаболічним порушенням, включаючи інсулінорезистентність та діабет 2 типу». Таким чином, розшифровка механізму міжорганної комунікації, опосередкованої гепатокінами, є важливою для розуміння складної метаболічної мережі між тканинами, а також для ідентифікації нових діагностичних та/або терапевтичних мішеней при метаболічних захворюваннях. Вони не лише пов'язані з порушеннями обміну речовин, але й із захворюваннями інших органів, таких як серце, м'язи, кістки та очі. Нещодавно повідомлялося, що гепатокін, секреторний білок, що вивільняється печінкою, може впливати на метаболічні фенотипи м'язів та жирів ендокринно-залежним чином.

## Метаболічні захворювання
Ранні дослідження в цій галузі показали, що білок печінкового походження, альфа2-HS глікопротеїн, також відомий як фетуїн-А, може пригнічувати активацію інсулінтирозинкінази та відігравати певну роль у патогенезі метаболічних порушень. Результати дослідження свідчать про те, що вироблення гепатокінів може регулювати метаболічний гомеостаз. Це підтверджується низкою досліджень, які показують, що гепатокіни відіграють ключову роль у метаболізмі та сприяють розвитку ожиріння, інсулінорезистентності, цукрового діабету 2-го типу, неалкогольної жирової хвороби печінки (НАЖХП) та неалкогольного стеатогепатиту (НАСГ). На сьогодні описано ~20 гепатокінів, які беруть участь у регуляції енергетичного та поживного обміну, діючи безпосередньо на печінку або на дистальні тканини-мішені. Гепатокіни зараз вважаються потенційними мішенями для лікування кардіометаболічних розладів.